# Sarah Corynen
Sarah Corynen (1970) is een Belgisch designer, oorspronkelijk gestart en opgeleid als modeontwerpster, ze werkt en woont in België. In 1993 studeerde ze af aan de modeafdeling van de Antwerpse Academie voor Schone Kunsten. Als modeontwerpster staat ze bekend als Belgisch breigoedontwerpster.

## Biografie
Corynen studeerde van 1989 tot 1993 aan de Antwerpse modeacademie. In 1993 rondde ze haar masterjaar af met de collectie FISH. Deze collectie werd geïnspireerd op het onderwaterleven in de oceaan, vissen en andere onderwaterlevende organismen, flora en fauna. De stoffen die gebruikt werden voor het vervaardigen van deze afstudeercollectie waren allemaal handgeschilderd.
Van 1993 tot 1997 ontwierp ze onder haar eigen label, SARAH CORYNEN LABEL, een vrouwencollectie met voornamelijk grafisch geïnspireerd breiwerk in felle kleuren. In februari 1994 startte ze Creative Studio waar grafisch werk de hoofdrol speelt. Daarnaast heeft ze voor Walter Van Beirendonck, Anne Kurris, Comme des Garçons en Sofie D’hoore gewerkt. Van 1998 tot 2001 ontwierp ze als Design Director voor een Japans breiwerklabel, Narumiya Company LTD.
Ze gaf les aan het modedepartement van de Designskolen Kolding in Denemarken en werkte samen met docent Ronny Martin het nieuwe curriculum van de modeafdeling van de Gentse Academie op.

## Werk
Corynen is tijdens haar studies aan de Antwerpse Academie geïnspireerd door de wisselwerking van de verschillende kunstdisciplines, zoals grafiek en architectuur. Deze invloeden zijn zichtbaar in haar werk. Ze gebruikt sterke kleurcombinaties in haar brei- en grafisch werk. Haar huidig werk bestaat uit katoenen plaids, T-shirts, stoffen tassen, kinderboeken en grafisch werk.
Corynen omschrijft haar werk als grafisch, eenvoudig, bruut geestig en recht door zee. Haar inspiratie komt uit dagelijkse situaties. Haar toekomstig werk zal zich richten op het verder uitwerken van haar grafische stijl in patroonontwerpen, textiel printen, boekillustraties, interieur en grafische romans.

## Tentoonstellingen
Corynen exposeerde in maart 2021 samen met vier andere kunstenaars Follow your nose in Nylonfabrik te Sint-Niklaas. De expo is een combinatie van objecten uit glas, keramiek textiel, tekeningen, kinderboeken en poëtische gedachten.